# باشگاه فوتبال گیلینگام
باشگاه فوتبال گیلینگهام (به انگلیسی: Gillingham Football Club) یک باشگاه فوتبال در شهر جیلینگهام، کنت، کشور انگلستان است که در سال ۱۸۹۳ میلادی تأسیس شده است.نوید ناصری هافبک هجومی ایرانی عضو این باشگاه است.